# Lo Serrat (Erinyà)
Lo Serrat és un serrat de l'antic terme de Toralla i Serradell, actualment de Conca de Dalt, al Pallars Jussà, en territori del poble d'Erinyà.
Està situat al nord-est d'Erinyà, a llevant de la partida de les Cornelles i en un breu recorregut s'enfila fins aquesta partida. Marca pel nord-oest l'angle que ha de fer la Carretera d'Erinyà abans d'entrar a la vall del riu de Serradell, a ponent de Riberetes, al sud-oest de les Bancalades i al nord de les Vies.